# Karl Dunér
Karl Anders  Dunér, född 25 september 1963 i Lund, är en svensk teaterregissör och konstnär.  

## Biografi
Karl Dunér är son till Sten Dunér och Katarina Dunér. Han debuterade som regissör 1990 på Dramaten där han också främst varit verksam. 2009–2012 var han chef för Helsingborgs stadsteater. Han har också regisserat opera samt satt upp pjäser på Radioteatern av Heiner Müller, Samuel Beckett, Peter Weiss och Willy Kyrklund. Han är också verksam som bildkonstnär och har ställt ut i bland annat Waldemarsudde konstmuseum, Vandalorum, Kristinehamns Konstmuseum, Svenska institutet i Paris och i  Berlin, Dublin, Freiburg, Bryssel, Yokohama, Tokyo. Han gör även scenografi till sina föreställningar. 2013 tilldelades han både Svenska Akademiens teaterpris och den kungliga medaljen Litteris et Artibus samt 2016 Svenska teaterkritikers förenings pris.

## Teater

### Regi (ej komplett)
| År   | Produktion                                                       | Upphovsmän                                                                       | Teater                                |
| ---- | ---------------------------------------------------------------- | -------------------------------------------------------------------------------- | ------------------------------------- |
| 1990 | I väntan på Godot En attendant Godot                             | Samuel Beckett                                                                   | Dramaten                              |
| 1990 | Stilövningar Exercices de style                                  | Raymond Queneau                                                                  | Folkteatern, Göteborg Även scenografi |
| 1992 | Fromma mord                                                      | Lars Ahlin                                                                       | Folkteatern, Göteborg                 |
| 1995 | Vigseln Ślub                                                     | Witold Gombrowicz                                                                | Dramaten                              |
| 1998 | Lyckliga dagar Happy days                                        | Samuel Beckett                                                                   | Dramaten                              |
| 2004 | Riddartornet                                                     | Erik Johan Stagnelius                                                            | Dramaten                              |
| 2005 | Platonov Платонов, Platonov                                      | Anton Tjechov                                                                    | Dramaten                              |
| 2006 | Fedra Phèdre                                                     | Jean Racine                                                                      | Dramaten                              |
| 2007 | Slutspel Fin de partie                                           | Samuel Beckett                                                                   | Stockholms stadsteater                |
| 2008 | Kung Ubu Ubu Roi                                                 | Alfred Jarry                                                                     | Dramaten                              |
| 2009 | Ur ett övergivet arbete From an abandoned work                   | Samuel Beckett Översättning Magnus Hedlund                                       | Helsingborgs stadsteater/ Dramaten    |
| 2010 | Zéb-un-Nisá                                                      | Willy Kyrklund                                                                   | Helsingborgs stadsteater              |
| 2012 | Till Damaskus                                                    | August Strindberg                                                                | Dramaten                              |
| 2013 | Jag försvinner Jeg forsvinner                                    | Arne Lygre                                                                       | Dramaten                              |
| 2015 | Den fjättrade Prometheus Προμηθεὺς Δεσμώτης, Promētheus Desmōtēs | Aischylos                                                                        | Dramaten                              |
| 2017 | Krapps sista band Krapp's Last Tape                              | Samuel Beckett                                                                   | Dramaten                              |
| 2019 | What is the word/Quad                                            | Samuel Beckett                                                                   | Liljevalchs, tour                     |
| 2019 | I väntan på Godot En attendant Godot                             | Samuel Beckett Översättning Magnus Hedlund                                       | Dramaten                              |
| 2023 | PING                                                             | Samuel Beckett översättning Magnus Hedlund                                       | Benhuset, Stockholm                   |
| 2023 | Perserna/Trojanskorna Πέρσαι, Persai/Τρῳάδες, Trōiades           | Aischylos/Euripides Översättning Jan Stolpe, Lars-Håkan Svensson, Agneta Pleijel | Dramaten                              |

### Scenografi
| År   | Produktion                                             | Upphovsmän                                                                       | Regi             | Teater                   | Noter                          |
| ---- | ------------------------------------------------------ | -------------------------------------------------------------------------------- | ---------------- | ------------------------ | ------------------------------ |
| 2010 | Zéb-un-Nisá                                            | Willy Kyrklund                                                                   | Karl Dunér       | Helsingborgs stadsteater | Tillsammans med Peder Freiij   |
| 2011 | I väntan på Godot En attendant Godot                   | Samuel Beckett Översättning Magnus Hedlund                                       | Rick Cluchey(en) | Helsingborgs stadsteater | Scenografi, kostym och medregi |
| 2023 | Perserna/Trojanskorna Πέρσαι, Persai/Τρῳάδες, Trōiades | Aischylos/Euripides Översättning Jan Stolpe, Lars-Håkan Svensson, Agneta Pleijel | Karl Dunér       | Dramaten                 |                                |

## Utställningar (ej komplett)
- 1997 galleri Andreas Brändström, Stockholm
- 2001 Zeitspiel, Svenska Ambassaden, Berlin
- 2001 galleri Saatchi and Saatchi i Tokyo
- 2001 Yokohama Art Triennale
- 2002 Smålands Konstarkiv
- 2017 E-werk, Freiburg
- 2017 Kristinehamns Konstmuseum
- 2018 Scener, Vandalorum, Värnamo
- 2018–2019 Öarna, Kristinehamns konstmuseum
- 2020-2021 Öar, Waldermarsudde Konstmuseum Stockholm
- 2021 Les Iles, Centre Culturel Suedoise, SI, Paris
- 2022 Ön, Berg Gallery
- 2023 Paraboler, Galleri Duerr, Stockholm
- 2023 PING, Benhuset, Katarina Kyrkogård/galleri Duerr